# Ježíšovo hnutí
Ježíšovo hnutí (anglicky Jesus Movement) bylo křesťanské hnutí, které se zrodilo na konci šedesátých let ve Spojených státech amerických, později se rozšířilo i do Evropy. Jednalo se o hlavní křesťanský element v hnutí hippies, které ovlivnilo moderní pojetí protestantismu. Členové hnutí byli nazýváni „Jesus People“ (Ježíšovi lidé) nebo pejorativně „Jesus Freaks“ (Ježíšovi blázni).
Gospel beat music (též Ježíšova hudba), vzešlá z hnutí, výrazně ovlivnila současnou křesťanskou hudbu, včetně křesťanského rocku a křesťanského metalu.
O Ježíšově hnutí se zmiňuje Norman Mailer v knize Katova píseň. Měl v něm pracovat Pete Galovan, když odešel od mormonů.